# Roh Su-hui
Roh Su-hui (tiếng Hàn: 노수희; Hanja: 盧秀熙) là một nhà hoạt động chính trị người Hàn Quốc bị bắt giữ vào năm 2012 do vi phạm Đạo luật An ninh Quốc gia của Hàn Quốc.

## Tiểu sử
Roh là phó chủ tịch Liên minh Toàn quốc Thống nhất Triều Tiên ở phía nam (Pomminryon). Ông được NBC News mô tả là "lãnh đạo của một nhóm người Hàn Quốc có thái độ thân thiện với phía Triều Tiên".

### Bắt giữ
Roh bị bắt giữ vào tháng 7 năm 2012 sau khi trở về từ một chuyến đi Triều Tiên trái phép thông qua Khu vực an ninh chung (JSA) ở Bàn Môn Điếm; tại đây ông đã kêu gọi thống nhất hai miền Triều Tiên và chỉ trích gay gắt chính sách cứng rắn của Tổng thống Hàn Quốc Lee Myung-bak về vấn đề Triều Tiên. Khi tới khu JSA, ông được đưa tiễn bởi một nhóm lớn người Triều Tiên mang theo hoa và cờ Triều Tiên thống nhất. Đoạn video do Associated Press ghi lại cho thấy tại thời điểm này, phía bên kia biên giới đã có rất nhiều quan chức an ninh và binh lính Hàn Quốc đứng chờ sẵn để chuẩn bị bắt giữ ông. Ngay khi vừa đặt chân lên đất Hàn Quốc, Ro ngay lập tức bị khống chế và bế đi, khiến cho những người Triều Tiên phía bên kia tức giận và liên tục chửi bới, phản đối hành động của phía Hàn Quốc. Không có binh lính nào của Triều Tiên can thiệp vào vụ bắt giữ. Trước đó Ro đã vào Triều Tiên trái phép qua Trung Quốc vào tháng 3 để dự lễ kỷ niệm 100 ngày mất của nhà lãnh đạo Kim Jong-il. Đến tháng 2 năm 2013, ông bị kết án 4 năm tù, sau đó Tóa án Quận Trung tâm Seoul còn ra phán quyết tước quyền bầu cử của ông thêm 3 năm sau khi ra tù. Ông được ra tù vào tháng 7 năm 2016.
Bản án của tòa ghi "hình phạt nghiêm khắc là không thể tránh khỏi do [Ro] đã bí mật vào Triều Tiên khi chưa được phép". Một nhà hoạt động khác là Won Jin-wook cũng nhận bán án 3 năm tù do đã liên hệ với các quan chức Triều Tiên để sắp xếp cho chuyến đi của Ro.

### Phản ứng
Vụ bắt giữ Roh được hãng tin Mỹ NK News cho là "một chiến thắng rõ ràng nhưng không cần thiết về mặt tuyên truyền" cho phía Triều Tiên. Một bài viết trên tờ The Guardian cho rằng: "Vụ bắt giữ này chỉ tạo được sự chú ý rất nhỏ trên truyền thông phương Tây, một điều đôi chút bất ngờ bởi câu chuyện về một Triều Tiên nồng ấm và một Hàn Quốc lạnh nhạt thường không giống với những thông điệp hay được các hãng ở châu Âu vầ Mỹ đưa ra trong suốt hai thập kỷ qua."
Hãng thông tấn trung ương Triều Tiên cho rằng "vụ bắt giữ đã khiến người dân Cộng hòa Dân chủ Nhân dân Triều Tiên tức giận" và gọi đây là sự vi phạm nhân quyền.